# Cap-San-Klasse (2001)
Die Cap-San-Klasse ist eine Klasse von Containerschiffen.

## Geschichte
Die Schiffe wurden auf der Werft Samsung Heavy Industries in Geoje (Südkorea) für die Reederei Hamburg Süd gebaut und ab 2001 abgeliefert. Zwei Schiffe der Klasse, die Cap Trafalgar und die Cap Spencer fahren seit 2015 bzw. 2016 für das Military Sealift Command der US Navy und ersetzten dort als Ltc John U.D. Page, bzw. Ssg Edward A. Carter Jr.  die gleichnamigen Schiffe der American-New-York-Klasse.

## Die Schiffe
| Cap-San-Klasse   | Cap-San-Klasse | Cap-San-Klasse | Cap-San-Klasse                                    | Cap-San-Klasse | Cap-San-Klasse                                                                                                  |
| Bauname          | Baunummer      | IMO-Nummer     | Kiellegung Stapellauf Ablieferung                 | Flagge         | Umbenennungen und Verbleib                                                                                      |
| ---------------- | -------------- | -------------- | ------------------------------------------------- | -------------- | --- |
| Cap San Nicolas  | 1329           | 9215660        | 21. August 2000 18. November 2000 30. Januar 2001 | →              | Cap Trafalgar → (2012) → Trafalgar (2015) → Ltc John U.D. Page (2015)                                           |
| Cap San Marco    | 1330           | 9215672        | - 10. März 2001                                   | →              | Cap Domingo (2012) → Domingo (2016) → MSC Jessenia R (2020)                                                     |
| Cap San Lorenzo  |                | 9215684        | - 2001                                            | →              | Cap Stewart (2012) → Stewart (2016) → 2016 Verschrottung in Chittagong                                          |
| Cap San Augustin | 1332           | 9215696        | 25. März 2001 5. Juni 2001 14. August 2001        | →              | Cap Spencer (2012) → Ssg Edward A. Carter Jr. (2016)                                                            |
| Cap San Antonio  | 1355           | 9227273        | 30. April 2001 17. Juli 2001 1. September 2001    | Liberia        | Cap Talbot (2012) → Irenes Resolve (2017)                                                                       |
| Cap San Raphael  |                | 9227285        | - 2002                                            | →              | Cap Doukato (2012) → Doukato (2017) → Xin Feng Yang Zi Jia (2018) → Xin Feng Yang Pu (2018) → MSC Yang R (2021) |